# سياسة الموارد المائية

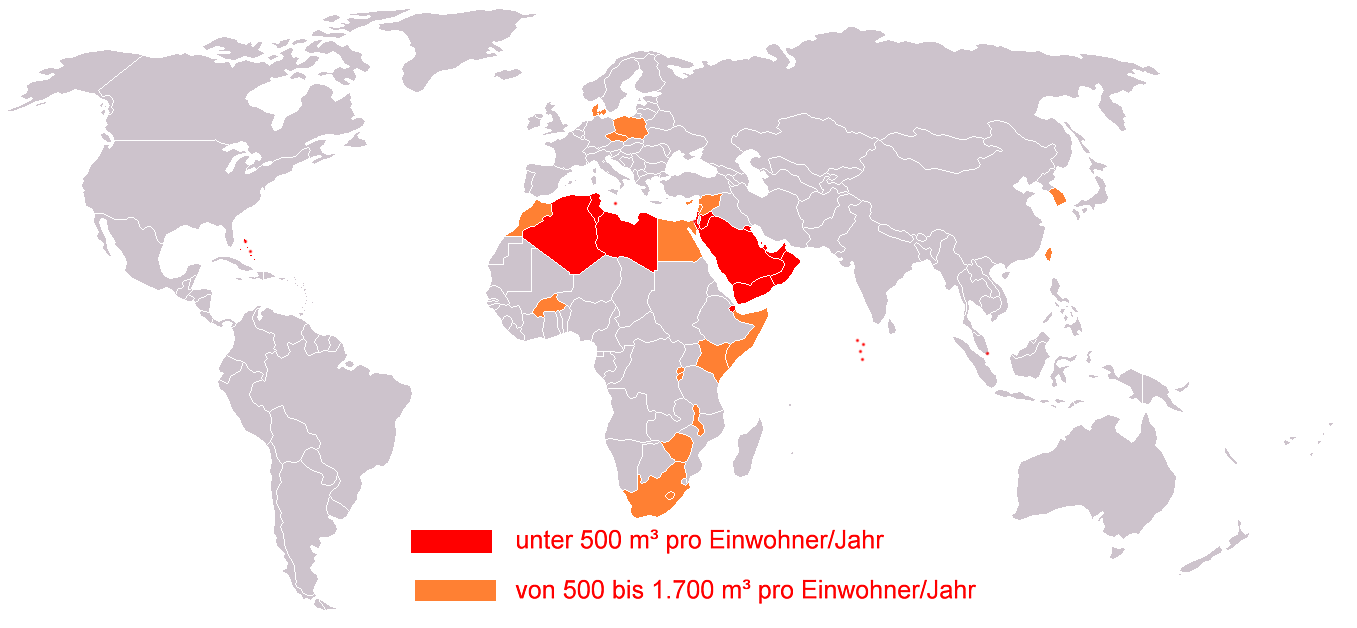

تشمل سياسة الموارد المائية عمليات صنع السياسات التي تؤثر على جمع المياه وتجهيزها واستخدامها والتخلص منها بهدف دعم الاستخدامات البشرية وحماية الجودة البيئية. وتتناول سياسة المياه قرارات التزويد بالمياه واستخدامها والتخلص منها واستدامتها. يشمل التزويد بالمياه التحديد والوصول والتجهيز للاستخدام والتوزيع. وتشمل الاستخدامات الاستهلاك البشري المباشر والزراعة والصناعة وحماية النظام البيئي. ويجب أن تحدد هذه السياسة قواعد كيفية تخصيص المياه للاستخدامات المختلفة. ويشمل التخلص من المياه معالجة المياه العادمة وإدارة مياه الأمطار/الفيضانات. وتعالج الاستدامة قضايا مثل استنزاف طبقات المياه الجوفية وإدارة الخزان المائي وزيادة المعادن.
يتناول البعد الثاني للقضايا كيفية وضع السياسات وتنفيذها وتعديلها. ونظرًا إلى أن موارد المياه غالبًا ما تتجاوز الحدود السياسية، يجب التفاوض في الغالب على سياسات المياه بين العديد من الكيانات السياسية (الدول، والولايات، وما إلى ذلك). يتبنى صانعو السياسة عادة مجموعة من أفضل ممارسات الإدارة (BMPs) لتنظيم إدارة المياه. تغطي أفضل ممارسات الإدارة كل شيء من بناء السدود إلى بروتوكولات معالجة المياه العادمة. وقد تشمل سياسات الموارد المائية «المناطق، ومستجمعات المياه، وموارد المياه المشتركة أو العابرة للحدود، والتحويلات بين الأحواض. وتقود السياسات ممارسات الإدارة، لكن أفضل ممارسات الإدارة تُحدد وتُقيم وتُعدل وتُنشر من قبل هيئات صنع السياسات».
تحظى قضايا سياسة الموارد المائية باهتمام متزايد بسبب الاعتقاد أن نقص المياه قد وصل مستويات الأزمة في بعض المناطق. فهذه الأزمات الإقليمية لها آثار عالمية محتملة.

## مورد المياه
عند النظر إلى فائدة المياه كمورد وتطوير سياسة موارد المياه، يمكن تصنيف المياه إلى أربع فئات مختلفة: المياه الخضراء والزرقاء والرمادية والافتراضية. المياه الزرقاء هي المياه السطحية والجوفية، مثل المياه في الأنهار والبحيرات وطبقات المياه الجوفية. والمياه الخضراء هي مياه الأمطار التي ترسبت على التربة والتي يمكن استخدامها بشكل طبيعي للنباتات والزراعة. والمياه الرمادية هي المياه الملوثة بسبب الاستخدام البشري أو ما يقاربه. ويمكن أن يتراوح تصنيف المياه الرمادية من تلوث المياه العذبة بالجريان السطحي المحمل بالسماد إلى المياه الملوثة من غسالات الصحون والاستحمام. والمياه الافتراضية هي المياه المستهلكة لصنع منتج زراعي أو صناعي. ويستخدم حساب المياه الافتراضية لسلعة ما لتحديد البصمة المائية للدول، ومعرفة كمية المياه التي تستوردها وتصدرها عبر بضائعها.

## أهداف سياسة الموارد المائية العالمية
وفقًا للبرنامج العالمي لتقييم المياه، وهو فريق عمل معتمد من الأمم المتحدة، تتضمن أهداف سياسات الموارد المائية العالمية تطوير طريقة موحدة لرصد تقدم وأداء قطاع المياه، وتحسين إعداد التقارير وتحديد الإجراءات ذات الأولوية. ويتوقع أن يتفاقم الصراع بين مستخدمي المياه في جميع الدول، وهو الأمر الذي يعقد عملية صنع السياسات.

## الجهات المؤسسية المشاركة

### متعددة الأطراف
كان مؤتمر مار دل بلاتا للأمم المتحدة حول المياه عام 1977 أول مؤتمر بين الحكومات حول المياه، ما أدى إلى إعلان عام 1980 عن العقد الدولي لإمدادات مياه الشرب وإصحاح البيئة من قبل الجمعية العامة للأمم المتحدة.
يستضيف برنامج الأمم المتحدة للبيئة وكالات تقرير سياسات الموارد المائية وينشر أفضل ممارسات الإدارة في جميع أنحاء العالم. عُزز هذا الدور من خلال توجيهات السياسة المختلفة والمبادرات الأخرى:
- قرار الجمعية العامة للأمم المتحدة 3436 (إكس إكس إكس) جدول الأعمال 21.
- إعلان نيروبي لعام 1997 بشأن دور وتفويض برنامج الأمم المتحدة للبيئة.
- إعلان مالمو الوزاري لعام 2000 المعتمد في المنتدى البيئي الوزاري العالمي الأول.[15]
- أهداف مؤتمر قمة الأرض لعام 2002 و2015 بشأن مياه الشرب الآمنة.[16]
- سلسلة تقارير البنك الدولي لعام 2007 عن البيئة والتنمية التي ذكرت التدفق البيئي في سياسات وخطط ومشروعات الموارد المائية في عام 2009.[17]

### الثنائية
قد تُعدد المعاهدات بين الدول السياسات والحقوق والمسؤوليات. على سبيل المثال، تنص «اتفاقية لإقامة تعاون في إدارة الموارد المائية» بين بولندا وألمانيا على ما يلي:
- توفير مياه الشرب بجودة جيدة.
- حماية المياه السطحية.
- التزويد بالمياه لأجل الزراعة.
- مكافحة تلوث المياه.[18]

تفصل محكمة العدل الدولي الدائمة في النزاعات بين الدول، ويتضمن ذلك التقاضي بشأن حقوق المياه.

### المنظمات غير الحكومية
تملك بعض المنظمات غير الحكومية مركزًا استشاريًا في الأمم المتحدة. إحدى هذه المجموعات مجلس المياه العالمي، وهو «منصة دولية لأصحاب المصلحة المتعددين» أُسست عام 1996 للعمل «على جميع المستويات، بما في ذلك أعلى مستوى لصنع القرار.. في حماية وتطوير وتخطيط وإدارة واستخدام الماء بجميع أبعاده.. لمنفعة جميع الأحياء على الأرض». كان ثمرة مؤتمر الأمم المتحدة لعام 1992 حول البيئة والتنمية في دبلن وقمة الأرض في ريو دي جانيرو. ويقع مقر هذا المجلس في مرسيليا. وتعود قاعدة أصحاب المصلحة المتعددين لحقيقة أن «سلطة إدارة موارد المياه العذبة في العالم مجزأة بين دول العالم، ومئات الآلاف من الحكومات المحلية، وعدد لا يحصى من المنظمات غير الحكومية والخاصة، فضلًا عن عدد كبير من الهيئات الدولية».
في عام 1994، نظمت الرابطة الدولية للموارد المائية (أي دبليو أر إيه) جلسة خاصة حول هذا الموضوع في المؤتمر العالمي الثامن للمياه الذي عقد في القاهرة في نوفمبر 1994، وأدى ذلك إلى إنشاء مجلس المياه العالمي.

### مبادرات الأعمال حول سياسة الموارد المائية
يشارك مجلس الأعمال العالمي للتنمية المستدامة أصحاب المصلحة في التصورات حول المياه (إتش تو أوه سيناريوز) التي تأخذ بالحسبان سياسات بديلة مختلفة وما يترتب عليها من آثار.
في يونيو 2011 في جنيف، تناول المؤتمر الافتراضي حول مستقبل المياه استدامة موارد المياه. وشملت القضايا المثارة فيه: مراقبة البنية التحتية للمياه، والأمن المائي العالمي، وحروب الموارد المحتملة، التفاعل بين المياه والطاقة والغذاء والنشاط الاقتصادي، و«القيمة الحقيقية» لـ«توزيع كميات المياه المتاحة»، و«فجوة الاستثمار» المفترضة في البنية التحتية للمياه. أُكدّ على أن تغير المناخ سيؤثر على ندرة المياه، لكن عرض الأمن المائي أكد أن التأثير المشترك مع النمو السكاني «يمكن أن يكون مدمرًا». وتشمل المخاطر المحددة المتعلقة بالمياه للشركات الإمداد المادي والتنظيم وسمعة المنتج.
أشار هذا المنتدى إلى مخاوف تتعلق بالسياسة وهي:
- الحواجز التجارية.
- دعم الأسعار.
- تؤدي معالجة المياه كسلعة مجانية إلى تقليل سعر 98% من المياه.
- الحاجة إلى تكثيف الحوار.
- الحاجة إلى تنسيق القطاعين العام والخاص.
- القيود الهيكلية على صانعي السياسات
- تُنفذ السياسات من قبل الكيانات التنظيمية التي أسست عبر ممارسة الحكومة لسلطة الدولة. ومع ذلك، تخضع جميع هذه الكيانات لقيود على استقلاليتها.